# لی سانگ-مین
این یک نام کره‌ای است؛ نام خانوادگی لی است.
لی سانگ-مین (انگلیسی: Lee Sang-min؛ زادهٔ ۱ ژانویهٔ ۱۹۹۸) بازیکن فوتبال اهل کره جنوبی است.
از باشگاه‌هایی که در آن بازی کرده‌است می‌توان به باشگاه فوتبال اولسان هیوندای اشاره کرد.
وی همچنین در تیم‌های ملی فوتبال زیر ۱۷ سال، زیر ۲۰ سال و زیر ۲۳ سال کره جنوبی بازی کرده‌است.
وی در مسابقات کشوری و بین‌المللی در مجموع برندهٔ ۱ مدال طلا شده‌است.